# (398045) Vitudurum
(398045) Vitudurum est un astéroïde de la ceinture principale.

## Description
(398045) Vitudurum est un astéroïde de la ceinture principale. Il fut découvert le 21 mars 2009 à Winterthour par Markus Griesser. Il présente une orbite caractérisée par un demi-grand axe de 2,81 UA, une excentricité de 0,12 et une inclinaison de 14,9° par rapport à l'écliptique.